# Qieyang Shijie
Qieyang Shijie –también escrito como Qieyang Shenjie, en chino, 切阳什姐– (Haibei, 11 de noviembre de 1990) es una deportista china que compite en atletismo, especialista en la disciplina de marcha.
Participó en tres Juegos Olímpicos de Verano, obteniendo una medalla de plata en Londres 2012, en la prueba de 20 km, el quinto lugar en Río de Janeiro 2016 y el séptimo en Tokio 2020, en la misma prueba.
Ganó cuatro medallas en el Campeonato Mundial de Atletismo entre los años 2011 y 2022.

## Palmarés internacional
| Juegos Olímpicos   | Juegos Olímpicos        | Juegos Olímpicos  | Juegos Olímpicos |
| Año                | Lugar                   | Medalla           | Prueba           |
| ------------------ | ----------------------- | ----------------- | ---------------- |
| 2012               | Londres (Reino Unido)   | Medalla de plata  | 20 km marcha     |
| Campeonato Mundial |                         |                   |                  |
| Año                | Lugar                   | Medalla           | Prueba           |
| 2011               | Daegu (Corea del Sur)   | Medalla de bronce | 20 km marcha     |
| 2019               | Doha (Catar)            | Medalla de plata  | 20 km marcha     |
| 2022               | Eugene (Estados Unidos) | Medalla de bronce | 20 km marcha     |
| 2022               | Eugene (Estados Unidos) | Medalla de bronce | 35 km marcha     |